# Terra Alta (Brasile)
Terra Alta è un comune del Brasile nello Stato del Pará, parte della mesoregione del Nordeste Paraense e della microregione di Salgado.